# عاشور قلب الأسد (فلم)
عاشور قلب الأسد هو فيلم مصري من إنتاج سنة 1961، من إخراج حسين فوزي.

## قصة الفيلم
عاشور (عبد السلام النابلسي) شخص ضعيف الجسم، يحاول يحاول الفوز في المباريات النهائية في معهد الرياضة البدنية للفوز بقلب فتاة جميلة (نجوى فؤاد) في المعهد. وفي المقابل هناك فتاة تحبه (زهرة العلا)، ولايدري بحبها له. يقوم عالم مجنون بحقنه عقار يكسبه قوة تساعده على كسب المباريات، لكنه يفقد تلك القوة بمجرد انتهاء مفعول ذلك العقار.

## روابط خارجية
- مقالات تستعمل روابط فنية بلا صلة مع ويكي بيانات
- عاشور قلب الأسد على موقع الدهليز
- عاشور قلب الأسد على موقع كاروهات